# Laurent Tessier
Joseph Laurent Emile Napoleon Frederic Tessier (* 15. September 1927 in Montreal; † 5. Februar 2012 in Lac Supérieur) war ein kanadischer Radrennfahrer.

## Sportliche Laufbahn
Tessier war im Straßenradsport und im Bahnradsport aktiv. Er war Teilnehmer der Olympischen Sommerspiele 1948 in London. Im olympischen Straßenrennen schied er beim Sieg von André Noyelle aus. Das kanadische Team mit Lorne Atkinson, Florent Jodoin, Lance Pugh und Laurent Tessier kam nicht in die Mannschaftswertung.
In der Mannschaftsverfolgung schied der Bahnvierer Kanadas mit Lorne Atkinson, William Hamilton, Lance Pugh und Laurent Tessier in den Vorläufen aus. Er startete für den Victor Cycle Club Oshawa.